# Îlet Hardy
Îlet Hardy är en obebodd ö i Martinique.  Den ligger i den sydöstra delen av Martinique, 30 km sydost om huvudstaden Fort-de-France.